# ری آرمستید
ری آرمستید (انگلیسی: Ray Armstead؛ زادهٔ ۲۷ مه ۱۹۶۰) دونده اهل ایالات متحده آمریکا بود.
وی در مسابقات کشوری و بین‌المللی در مجموع برندهٔ ۱ مدال طلا شده‌است.